# ノーウォーク駅
ノーウォーク駅（ノーウォークえき、英語: Norwalk station）は、アメリカ合衆国カリフォルニア州ロサンゼルス郡ノーウォーク市にあるロサンゼルス郡都市圏交通局C線の駅である。また、サウス・ノーウォーク駅（英語：South Norwalk station)とイースト・ノーウォーク駅（英語：East Norwalk station)がある。

## 駅構造
島式ホーム1面2線の高架駅。駐車場、駐輪場が設置されてある。

## 駅周辺
ノーウォーク駅周辺にはノーウォーク水族館があったり、イースト・ノーウォーク駅に周りには多くのホテルがあったりする。

## 歴史
- 1995年10月12日 - 開業

## 隣の駅
ロサンゼルス郡都市圏交通局
■C線
ノーウォーク駅 - レイクウッド駅